# KMP vol.1
KMP vol.1 – album zespołu Kosmetyki Mrs. Pinki, który zawiera utwory: premierowe z lat 2004–2005 oraz archiwalne z lat 1985–1988.

## Lista utworów
1. Airport
2. Dziwka
3. A ona siedzi sama
4. Jedź chłopcze
5. Coda IC
6. Nie opuszczę Cię, choćbyś tego bardzo chciała
7. Lato już musiało odejść
8. Porozmawiajmy o nas
9. Back to the PRL
10. Miłobyłobybyłoby tak miło
11. Airport
12. Miłość na polu minowym
13. Taniec wojenny
14. Ciągle w ruchu
15. Trująca fala
16. Cofamy film

- Utwory: 1–11 nagrano: 2004–2005
- Utwory: 12–16 nagrano: 1986–1988

## Skład
- Katarzyna Kulda – wokal (1–16)
- Dariusz Kulda – gitara, wokal (1–16)
- Igor Czerniawski – wokal, perkusja (1–11,15–16)
- Andrzej Zeńczewski – wokal, gitara (1–11)
- Wojciech Jagielski – perkusja (12–16)
- Sławomir Starosta – klawisze (12–13, 16)
- Piotr Zajączkowski – gitara basowa (12–14)
- Marcin Ciszewski – gitara basowa (15–16)